# Igreja de São Marcelo no Corso
San Marcello al Corso ou Igreja de São Marcelo no Corso é uma igreja titular  de Roma, Itália, dedicada ao papa Marcelo I e localizada na Via del Corso, uma rua que antigamente era chamada de Via Lata e que atualmente liga a Piazza Venezia à Piazza del Popolo. Ela fica próxima da igreja de Santa Maria in Via Lata e duas casas adiante do Oratório do Santissimo Crocifisso.
É a igreja titular do título de São Marcelo, ocupado atualmente pelo cardeal-presbítero e arcebispo de Florença Giuseppe Betori.

## História
Apesar de tradicionalmente se acreditar que a igreja tenha sido construída sobre a prisão do papa Marcelo I (m. 309), sabe-se que o "Titulus Marcelli" já existia em 418, quando o papa Bonifácio I foi eleito ali. O papa Adriano I, no século VIII, construiu uma igreja no mesmo lugar, um edifício cujas ruínas estão atualmente sob a moderna igreja.
O corpo de Cola di Rienzo foi abrigado em San Marcello por três dias depois de sua execução em 1354. Em 22 de maio de 1519, um incêndio destruiu completamente a igreja. O dinheiro coletado para sua reconstrução foi, porém utilizado para subornar os landsknechts, que pilhavam a cidade durante o saque de Roma em 1527. O plano original de reconstruir a igreja foi concebido por Jacopo Sansovino, que fugiu da cidade durante o saque e nunca mais retornou para terminá-lo. A obra foi assumida por Antonio da Sangallo, o Jovem, que reconstruiu a igreja, mas uma inundação do Tibre a danificou novamente em 1530. Foi apenas entre 1592 e 1597 que a igreja foi terminada, com uma fachada por Carlo Fontana, encomendada pelo monsenhor Marcantonio Cataldi Boncompagni. As estátuas em travertino são de Francesco Cavallini e o baixo relevo em estuque sobre a entrada, sobre "São Filipe Benício", um membro da ordem dos servitas, é obra de Antonio Raggi.
Sob o altar-mor, decoradas com opus sectile do século XII, estão as relíquias de diversos santos, inclusive o papa Marcelo, mas também Digna e Emérita. A última capela à esquerda é dedicada a São Filipe Benício. A decoração do barroco tardio inclui esculturas de Francesco Cavallini e relevos de Ercole Ferrata e  Antonio Raggi. A primeira capela à esquerda abriga ainda os túmulos do cardeal Giovanni Michiel e seu neto, Antonio Orso, de Jacopo Sansovino.
Por detrás da fachada (contra-fachada) está uma "Crucificação de Jesus" (1613), de Giovanni Battista Ricci. O túmulo do cardeal Cennino foi esculpido por Giovanni Francesco de'Rossi ("la Vecchietta"). Do lado direito, a primeira capela, da marquesa Maccarani, abriga uma "Anunciação" de Lazzaro Baldi; na segunda está o "Martírio das Santas Digna e Emérita" (1727), de Pietro Barbieri (elementos arquitetônicos de Francesco Ferrari); na terceira, uma "Madona", um afresco do final do século XIV, episódios da vida da Virgem por Francesco Salviati e afresco e pinturas de Ricci; na quarta, uma "Criação de Eva", os evangelistas "Marcos e João", afrescos de Perino del Vaga, "Mateus e Lucas", começado por Perino del Vaga e terminado por Daniele da Volterra, e um cibório (1691) projetado por Carlo Bizzaccheri; a quinta é um monumento ao cardeal Fabrizio Paolucci (1726) por Pietro Bracci com uma peça de altar de Aureliano Milani e pinturas laterais de Domenico Corvi, além de um monumento ao cardeal Camillo Paolucci, de Tommaso Righi (1776), e pinturas de parede de Aureliano Milani. À esquerda da nave, na quinta capela, está um "São Filipe Benício" (1725), de Pier Leone Ghezzi e Gagliardi; na quarta, uma "Conversão de São Paulo" (1560), de Federico Zuccari e seu irmão Taddeo, e, nas laterais, a "História de São Paulo". Dentro da capela há bustos de Muzio, Roberto e Lelio Frangipane, de Alessandro Algardi (1630–40). Na terceira capela à esquerda está um "Doloroso", de Pietro Paolo Naldini, "Sacrifício de Isaac" e a "descoberta de Moisés", de Domenico Corvi; na primeira, "Madona e Sete Santos", por Agostino Masucci.

## Galeria

Imagens da igreja
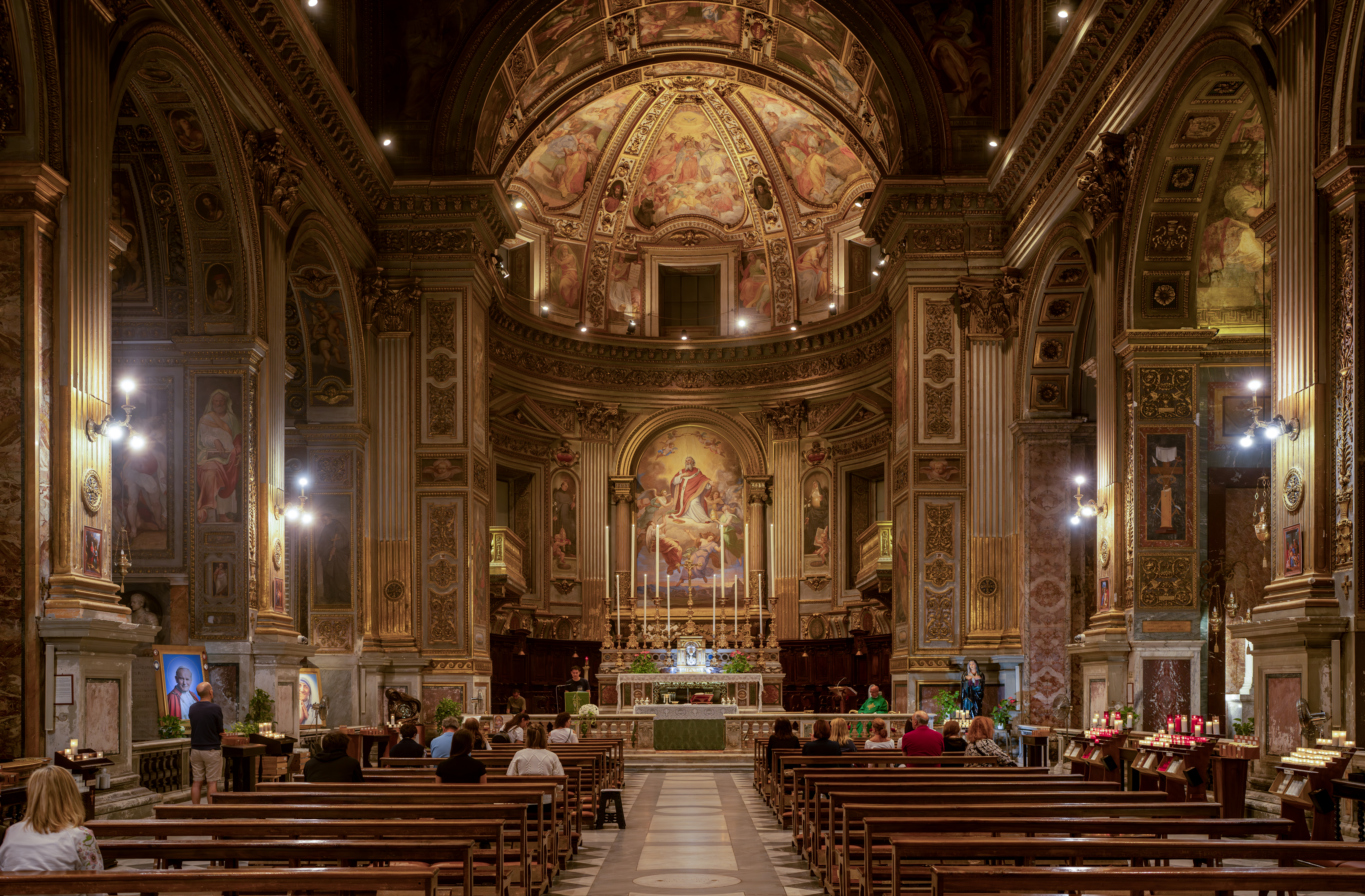
Abside e altar-mor
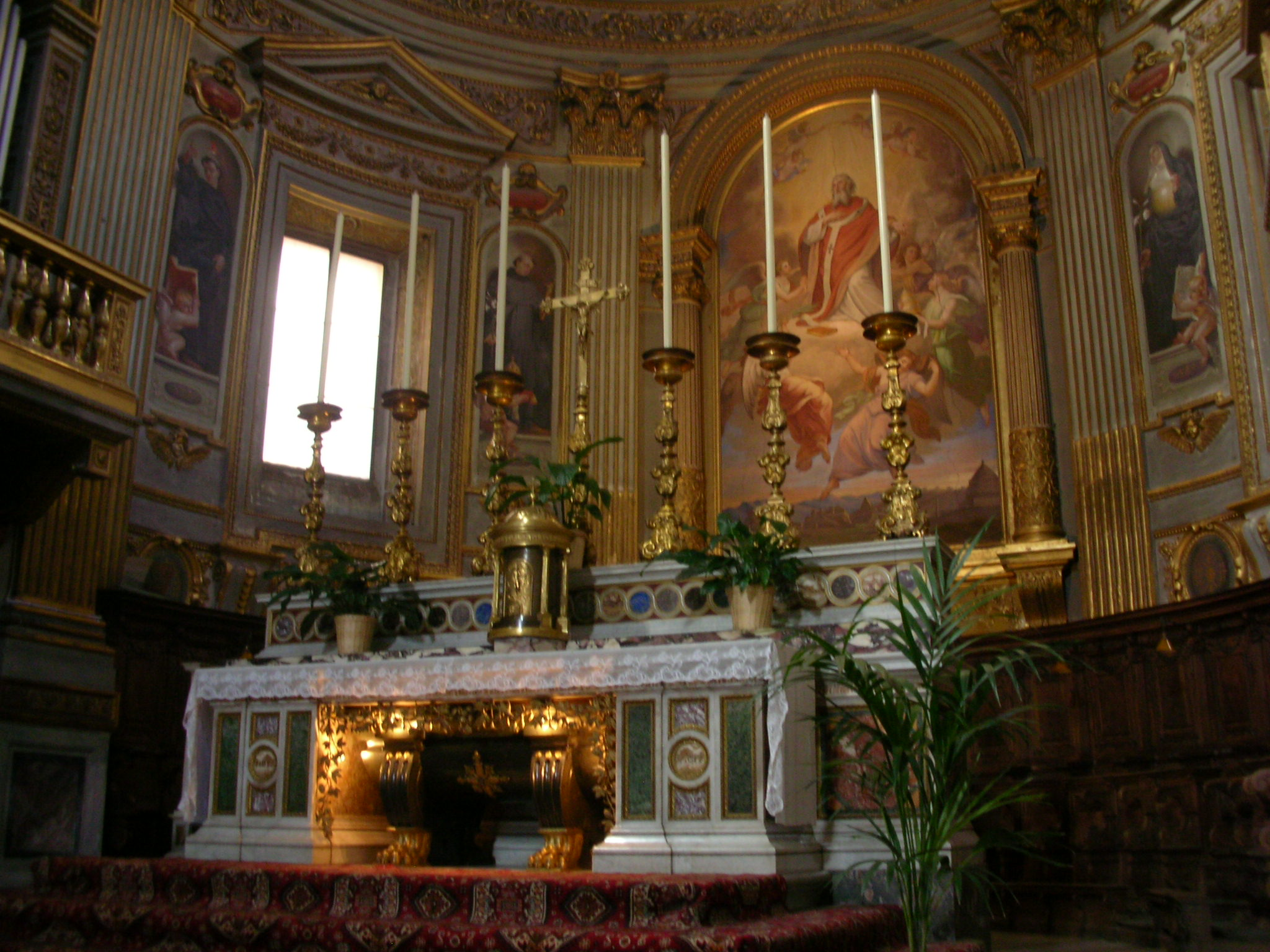
Altar-mor
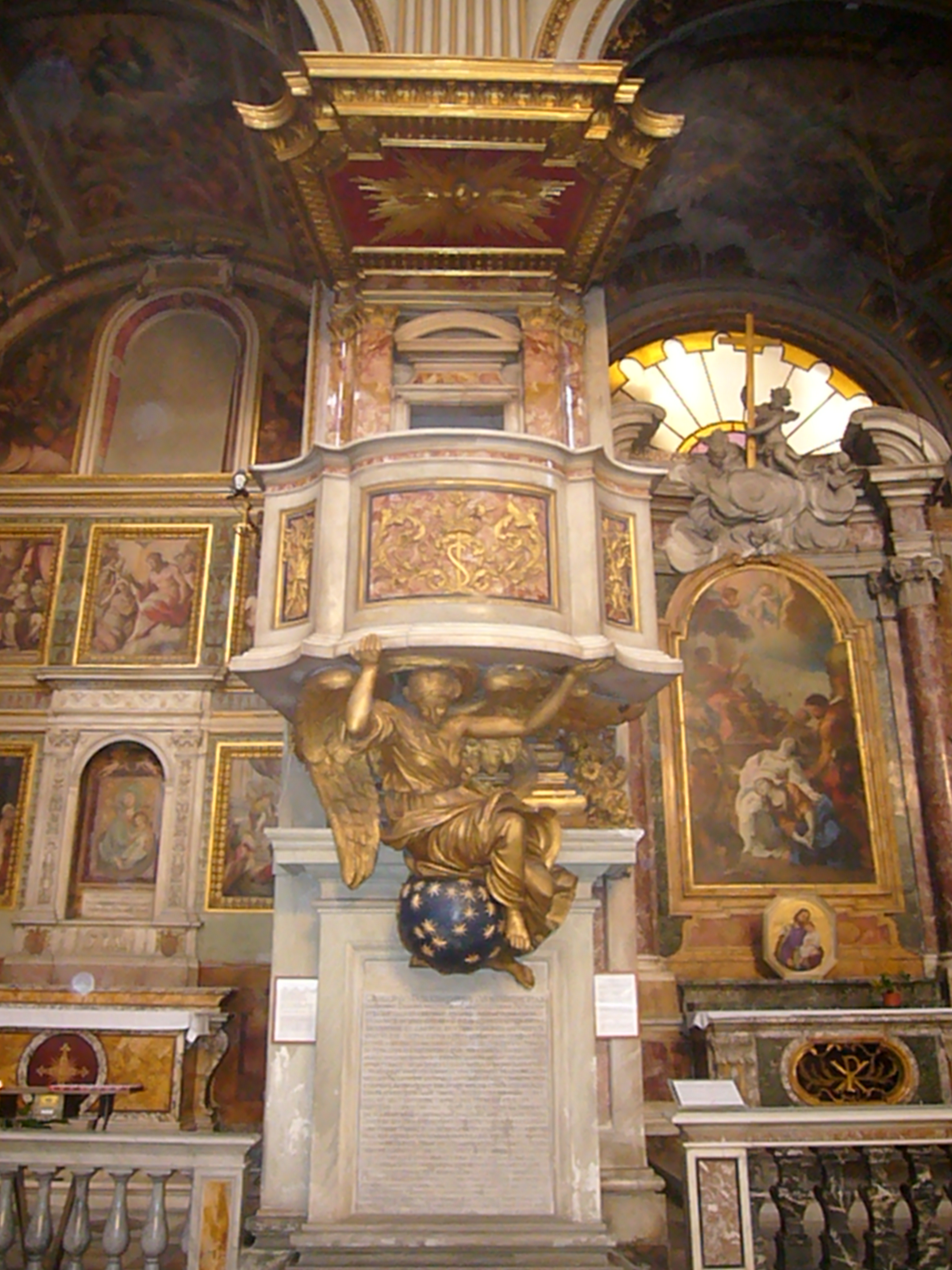
Púlpito
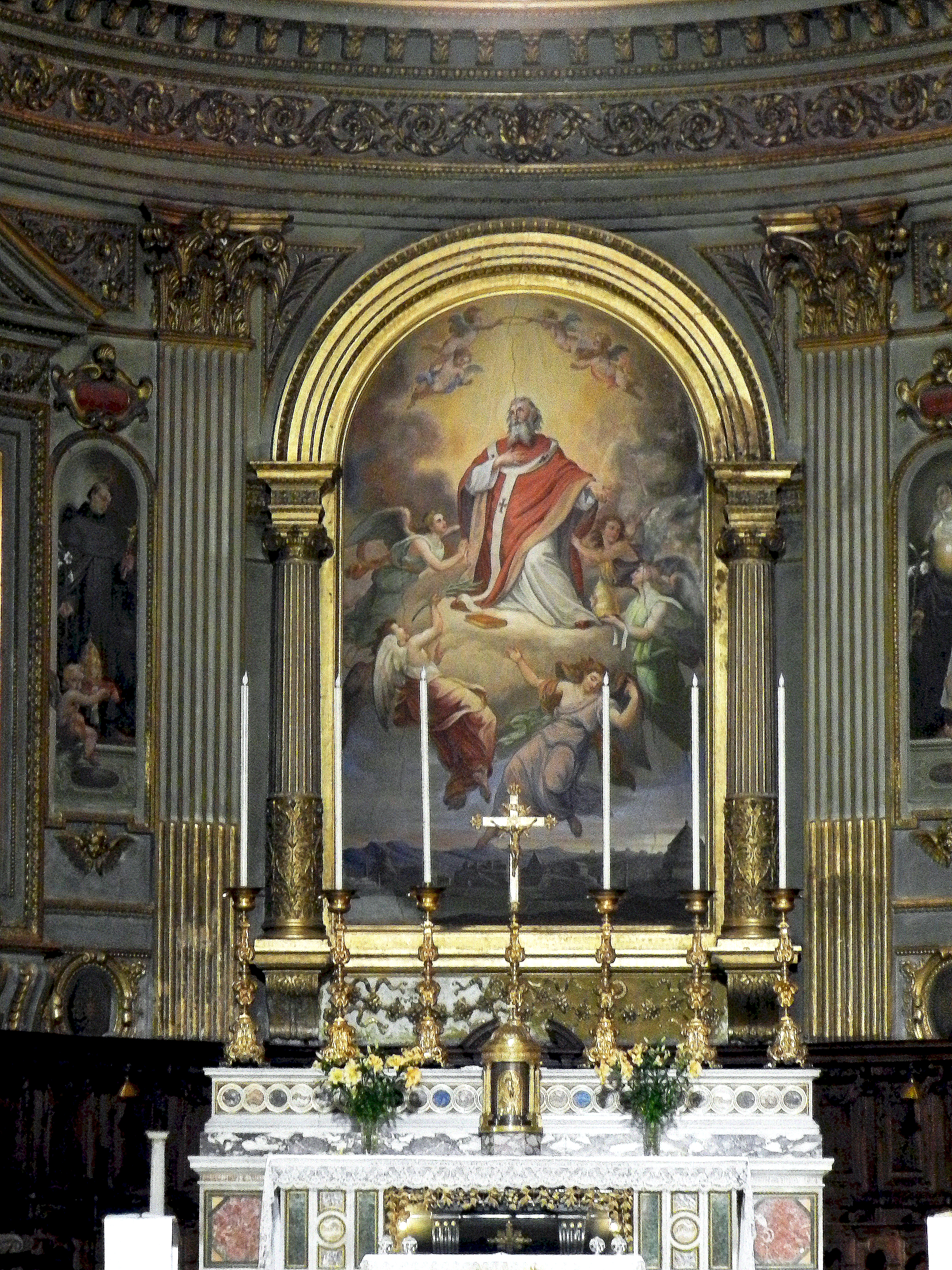
Capela
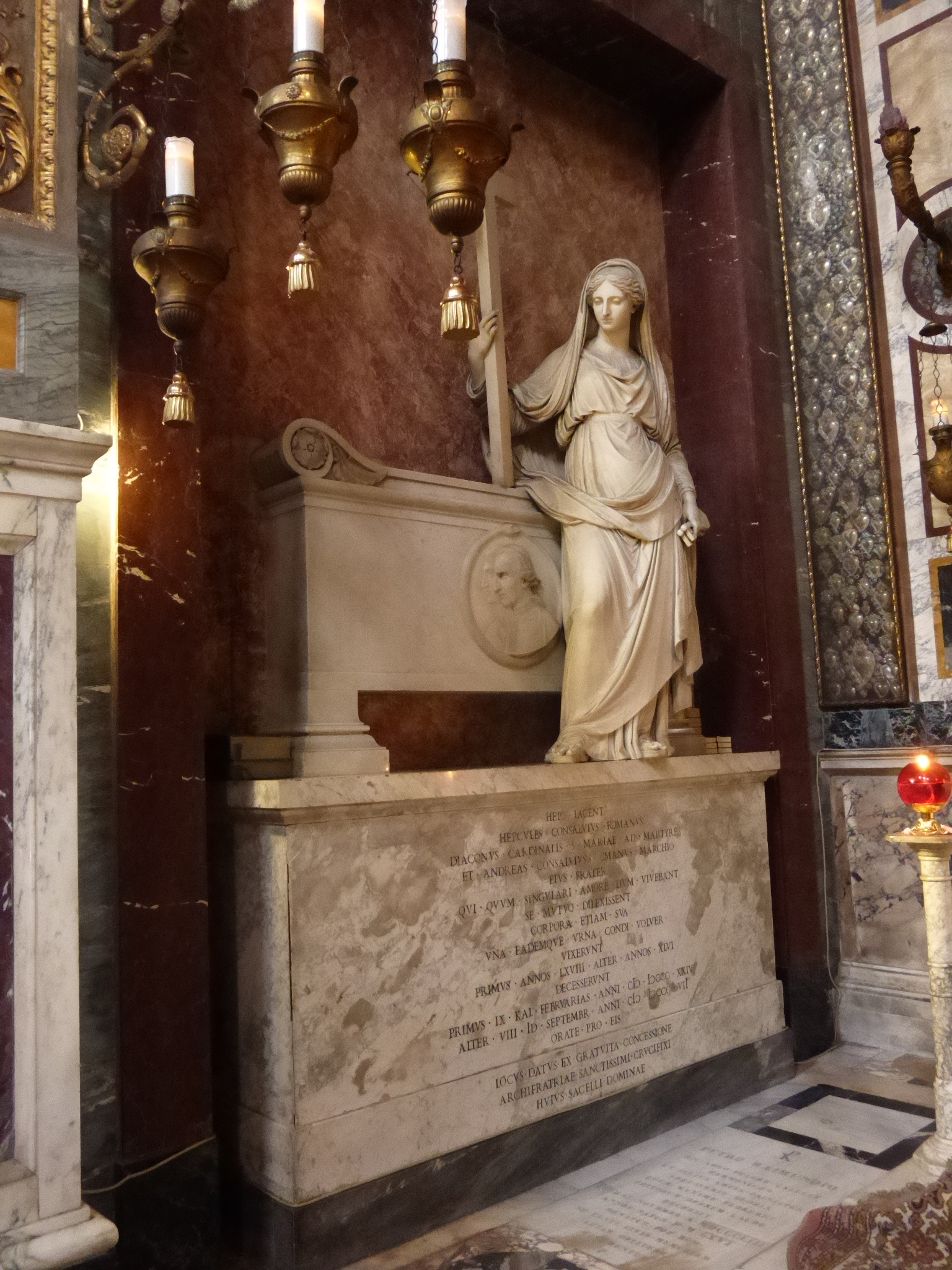
Túmulo do cardeal Ercole Consalvi